# Андрусенко, Николай Иванович
Николай Иванович Андрусенко (укр. Микола Іванович Андрусенко; 13 мая 1922, Мирошниковка, Коломакский район — 20 мая 2010, Симферополь) — советский и украинский театральный актер, работал в Крымском украинском музыкальном театре (Симферополь) и Львовском областном украинском драматическом театре (Дрогобыч). Народный артист УССР (1979).

## Биография
Родился 13 мая 1922 года в селе Мирошниковка Коломакского (бывшего Валковского района) на Харьковщине. Когда будущему актёру пришло время идти в школу, его семья перебралась в Валки. В драматическом кружке при местном пионерском клубе сделал первые шаги к театральной сцене, подтвердив свою преданность театру в любительских спектаклях Валковского Народного дома.
В 1940 году Николай Андрусенко закончил Валковскую среднюю школу и поступил в Харьковский автодорожный институт, но проучился там лишь месяц. Николай вернулся в Валки и стал работать культорганизатором в местном детдоме. С началом Великой Отечественной войны Николая вместе с другими валковчанами отправили на рытье противотанковых окопов в Черниговской области. При отступлении, в районе станции Яготин, попал в окружение. Домой возвращался уже по оккупированной территории. Дома в мае 1942 года был силой вывезен оккупантами на каторжные работы в Германию, где находился до мая 1945 года.
После освобождения из плена служил хористом ансамбля Красноармейской песни и танца 28-й армии Белорусского округа. Вернувшись в Валки в июне 1946 дома пробыл недолго. Спасаясь от голода, отправился на Западную Украину, где жил старший брат, куда скоро перевез и родителей. Устроившись подсобным рабочим в Дрогобычского музыкально-драматического театра, вскоре стал его ведущим актёром.
В 1957 году Николай Иванович получил приглашение на работу от Крымского музыкального театра драмы и комедии, с коллективом которого и связал остаток своей сценической жизни.
В 1971 году Николаю Ивановичу Андрусенко было присвоено почётное звание заслуженного, а ещё через 7 лет (1979) — народного артиста УССР.
Николай Иванович всегда с большим трепетом относился к своей малой Родине. Весной 1995 года, гастролируя в Полтаве, он вместе с труппой своего театра побывал в Валках, выступил с коллегами на сцене Народного Дома «Искра». С тех пор поддерживал добрые и плодотворные отношения с валковчанами. Так, представители Валковщины по приглашению Н. Андрусенко и его театра бывали в Крыму, несколько раз встречались в Полтаве, куда крымчане приезжали на гастроли. Прощальная встреча Николая Ивановича с родным краем состоялась в мае 2005 года.
В 1995 удостоен украинской премии для театральных деятелей «Наш родовід». В 2002 награждён Почётной грамотой Президиума Верховной Рады Автономной Республики Крым.  Выступал на сцене до 2007 года. После 2007 года — на пенсии.

## Творчество
За 62 года на театральной сцене артист создал более 200 образов, в кино снимался в небольших ролях.

### Роли в спектаклях[4]
- Возный в «Наталка Полтавка» И. Котляревского;
- Шельменко в «Шельменко-денщик» Г. Квитки-Основьяненко;
- Боруля у " Мартин Боруля "И. Карпенко-Карого.

### Фильмография
- Сошедшие с небес (1986) санитар
- Осенние утренники (1985) посетитель райкома